# Ronde van de Finistère
De Ronde van de Finistère is een Franse eendaagse wielerwedstrijd die sinds 1986 wordt georganiseerd rondom de stad Quimper in het departement Finistère in de regio Bretagne.
De wedstrijd werd oorspronkelijk georganiseerd voor amateurs. Sinds 2000 is deze ook toegankelijk voor beroepsrenners. Als amateurkoers werd de koers van 1986-1999 in september verreden, net als de edities van 2001-2003. In 2000 vond de wedstrijd op 28 augustus plaats. De editie van 2004 werd op 30 mei verreden en die van 2005-2020 stonden in april op de kalender. Vanaf 2021 vindt de wedstrijd in mei plaats. De Ronde van de Finistère maakt sinds diens start in 2005 deel uit van de UCI Europe Tour, als een 1.1 wedstrijd, en telt sinds 2007 mee voor het klassement van de Coupe de France.

## Lijst van winnaars

### Meervoudige winnaars
| Overwinningen | Renner            | Jaren            |
| ------------- | ----------------- | ---------------- |
| 3             | Julien Simon      | 2012, 2019, 2022 |
| 2             | Philippe Dalibard | 1987, 1989       |
| 2             | Dominique Le Bon  | 1991, 1993       |

### Overwinningen per land
| Overwinningen | Land                       |
| ------------- | -------------------------- |
| 33            | Frankrijk                  |
| 3             | België                     |
| 1             | Australië, Italië, Rusland |